# Vilhelm Rosenstand

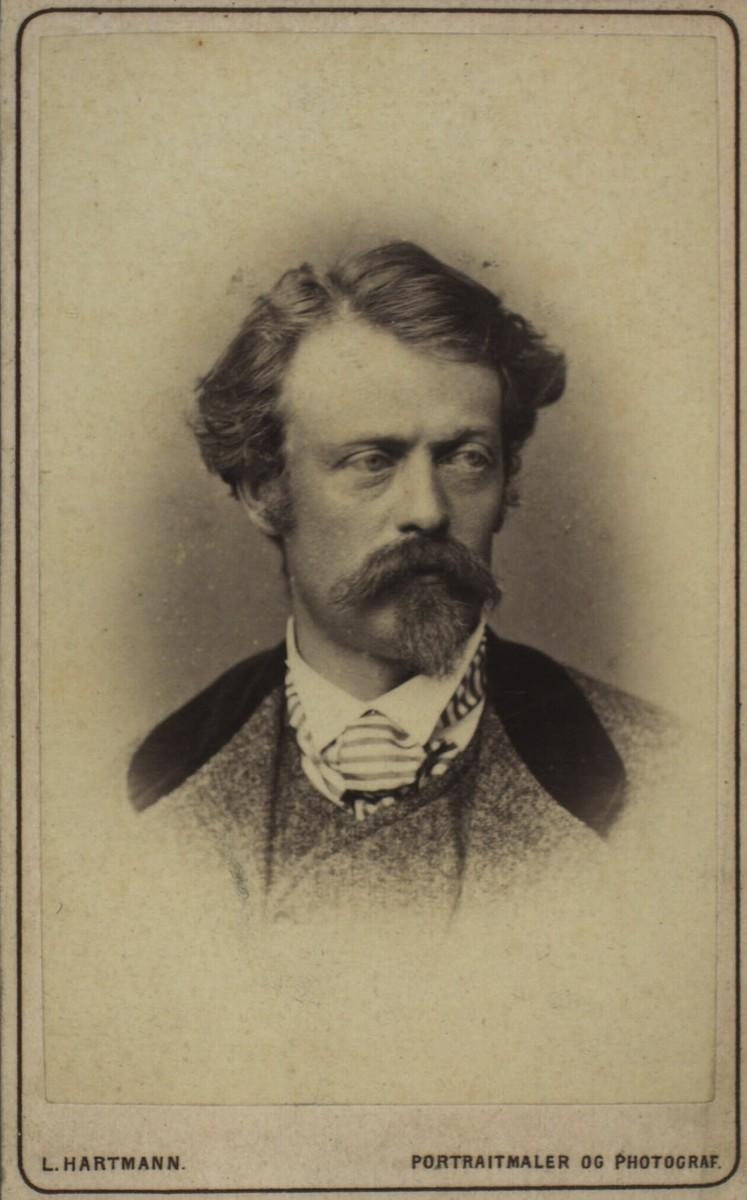
Vilhelm Rosenstand

Vilhelm Jacob Rosenstand (* 31. Juli 1838 in Kopenhagen; † 11. März 1915 ebenda) war ein dänischer Genre- und Historienmaler.

## Leben
Rosenstand war Sohn des Kammerrats Andreas Reinhard Rosenstand (1804–1872) und seiner Frau Laura Nielsine Rasmine, geb. Wellmann (1815–1908). Die dänische Familie Rosenstand geht auf den Rittmeister Peder T(h)øgersen (ca. 1645–ca. 1682) zurück, der sich selbst den Namen Rosenstand beilegte, als Vettern von ihm den Namen Rosenørn (d. h. „Rosenadler“) annahmen.
Vilhelm Rosenstand besuchte die Kunstakademie in Kopenhagen (mit Unterbrechungen) von 1856 bis 1866. 1859 gewann er dort die kleine und 1861 die große Silbermedaille. Für zwei Winter war er Privatschüler im Atelier seines Lehrers Vilhelm Marstrand. 1864 nahm er als Leutnant am Deutsch-Dänischen Krieg teil. Ein Akademie-Stipendium ermöglichte es Rosenstand, von 1869 in bis 1880 in Rom zu leben; während dieser Zeit schuf er zahlreiche Genrebilder mit italienischen Motiven. 1881/1882 hielt sich Rosenstand in Paris als Schüler von Léon Bonnat auf.
Seit Ende 1882 lebte Rosenstand wieder in Kopenhagen, wo er Szenen aus dem Café- und Straßenleben malte. Allerdings erlebte er nun, dass die Genremalerei alter Schule – die gerne eine pointiert zugespitzte Situation in flotter Malweise darstellte – im Zeitalter des Realismus immer mehr aus der Mode kam. Daher legte Rosenstand seit Ende der 1880er Jahre seinen Schwerpunkt auf die Historienmalerei.
Von 1887 bis 1911 saß Rosenstand im Rat der Kunstakademie. 1889 heiratete er Clara Elise Jensen, verwitwete Hansen (1853–1910). 1892 wurde ihm der Professorentitel verliehen und 1903 wurde er zum Ritter des Dannebrogordens ernannt. Nach seinem Tod wurde er auf dem Kopenhagener Assistenzfriedhof beigesetzt, wo sein Grab bis heute besteht.

## Werk
Neben Genre- und Historienbildern malte Rosenstand auch Künstlerporträts und war ein versierter Illustrator. Die Themen seiner Historiengemälde stammten nicht nur aus früheren Jahrhunderten, sondern auch aus dem Krieg von 1864. Höhepunkt von Rosenstands künstlerischer Laufbahn war es, als er 1889 einen Malerwettbewerb gewann und infolgedessen den Festsaal der Kopenhagener Universität mit zwei großen Wandgemälden ausschmücken durfte. Als sein Hauptwerk gilt das hierbei geschaffene Bild: „Kopenhagener Studenten und Professoren ziehen während der schwedischen Belagerung 1658/1659 zur Verteidigung ihrer Hauptstadt aus“, das eine Szene aus dem Zweiten Nordischen Krieg darstellt und damals einige Popularität gewann.

## Gemälde (Auswahl)

### Genrebilder

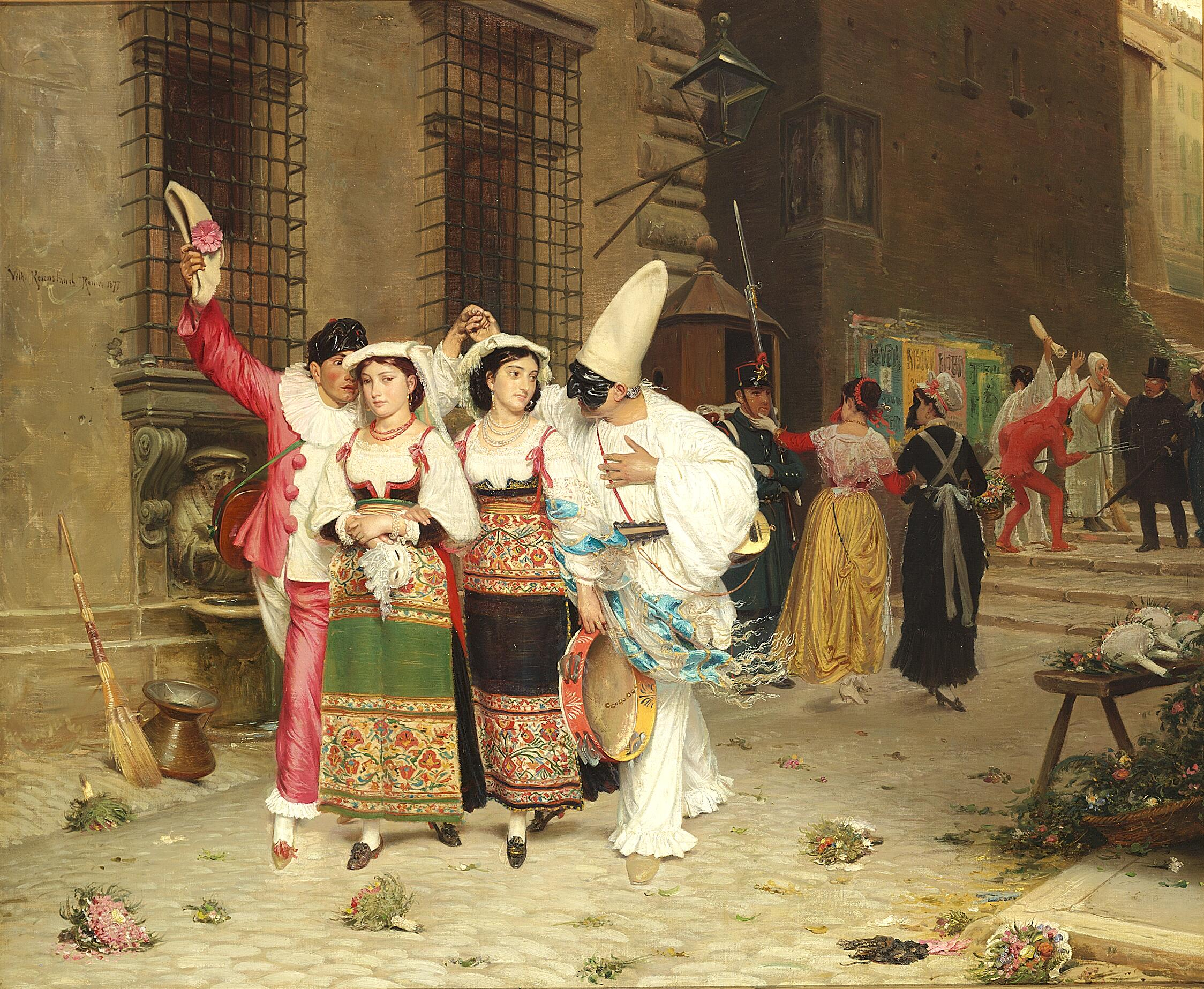
Römischer Karneval (1877)
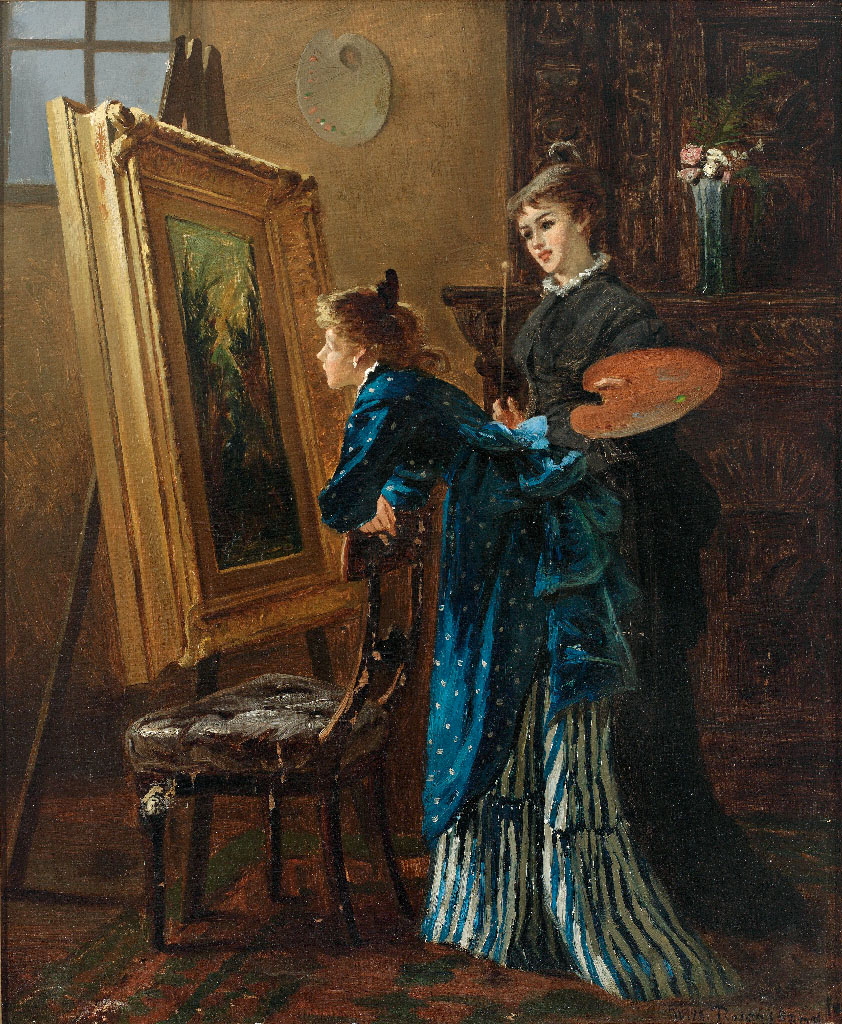
Malerin und Kunstinteressierte (ca. 1880)
Vor dem Café A Porta, Kopenhagen (1882)
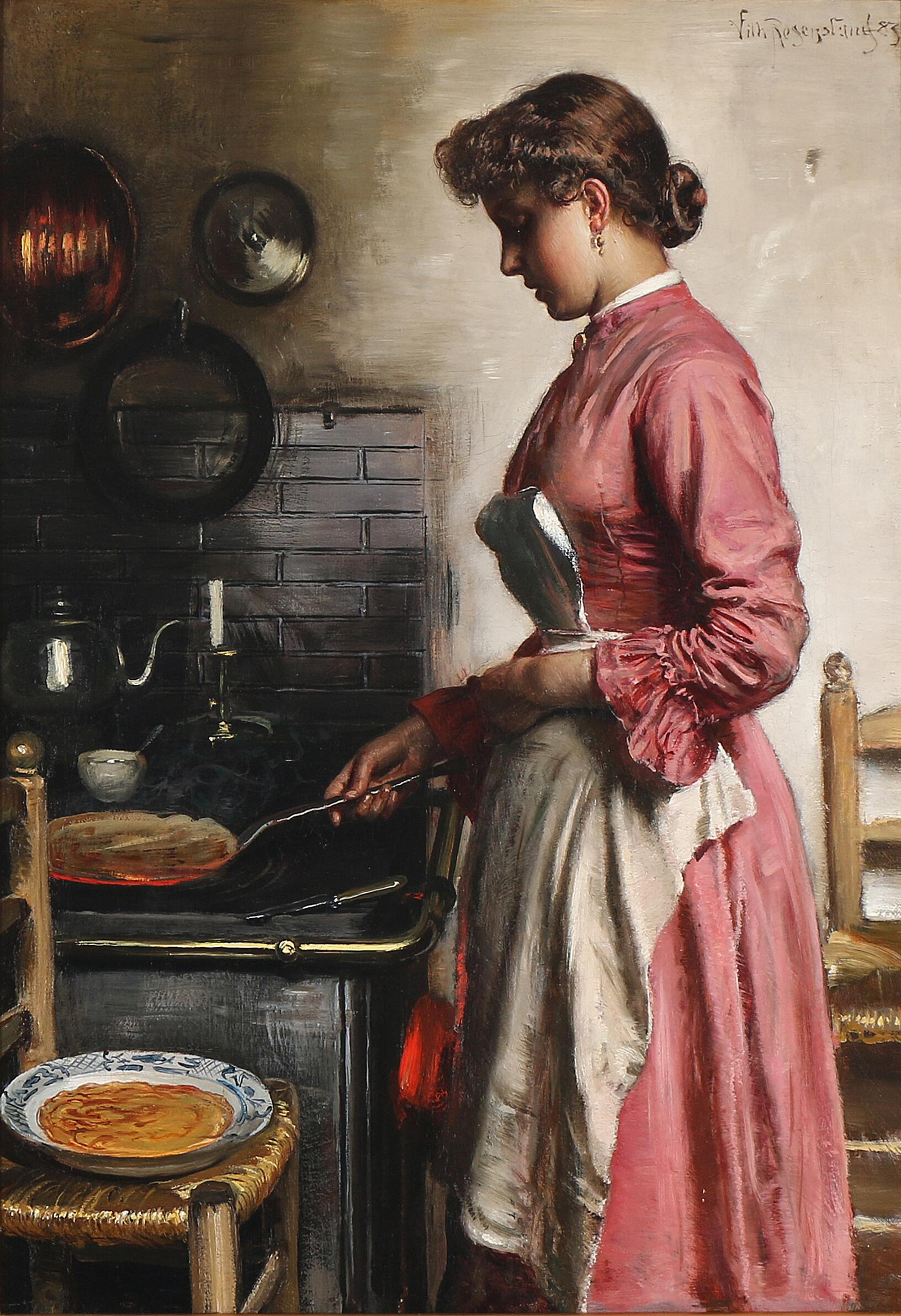
Aus einer Küche (Die Pfannkuchenbäckerin) (1883)

### Historiengemälde

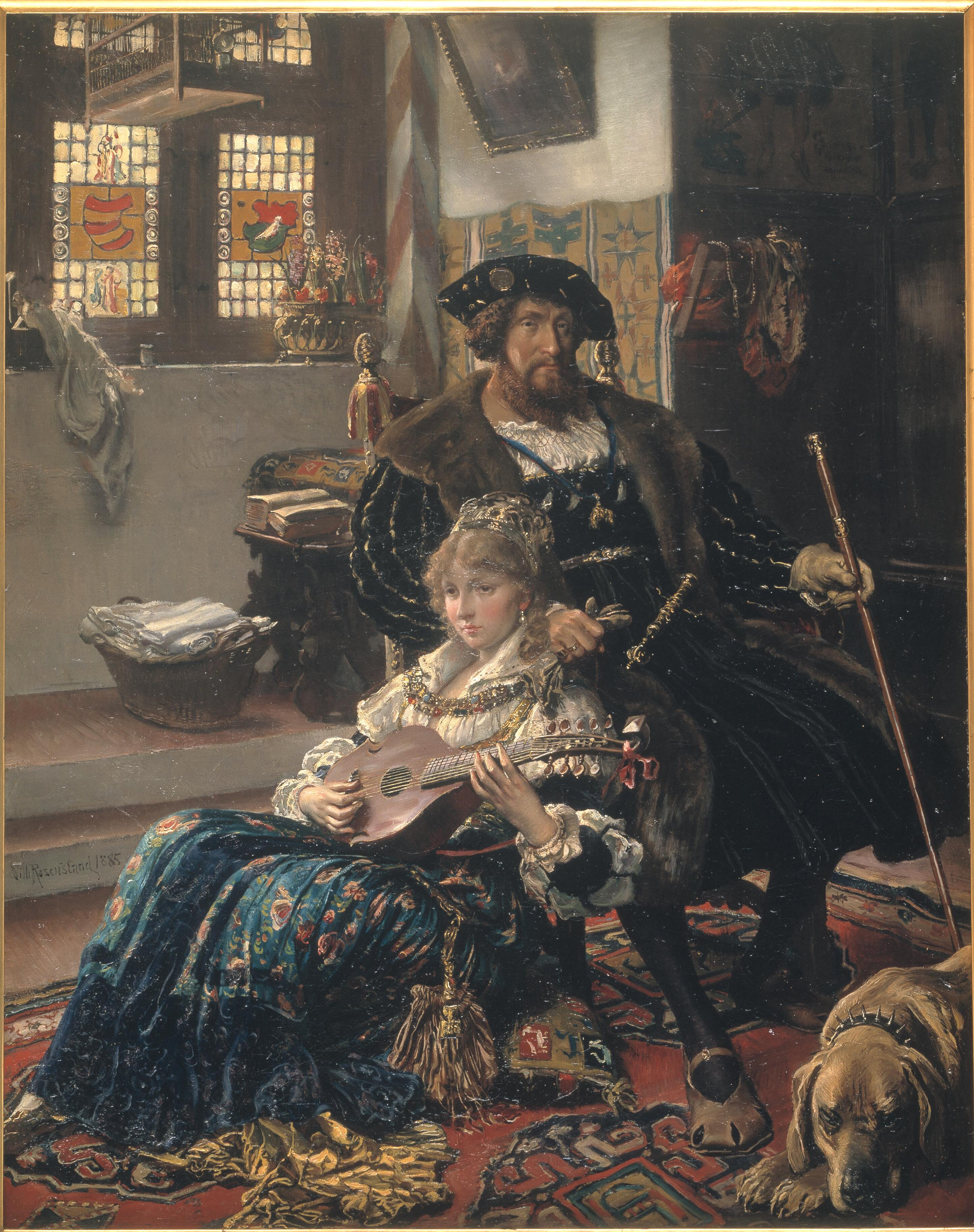
Christian II. und Dyveke (1885)
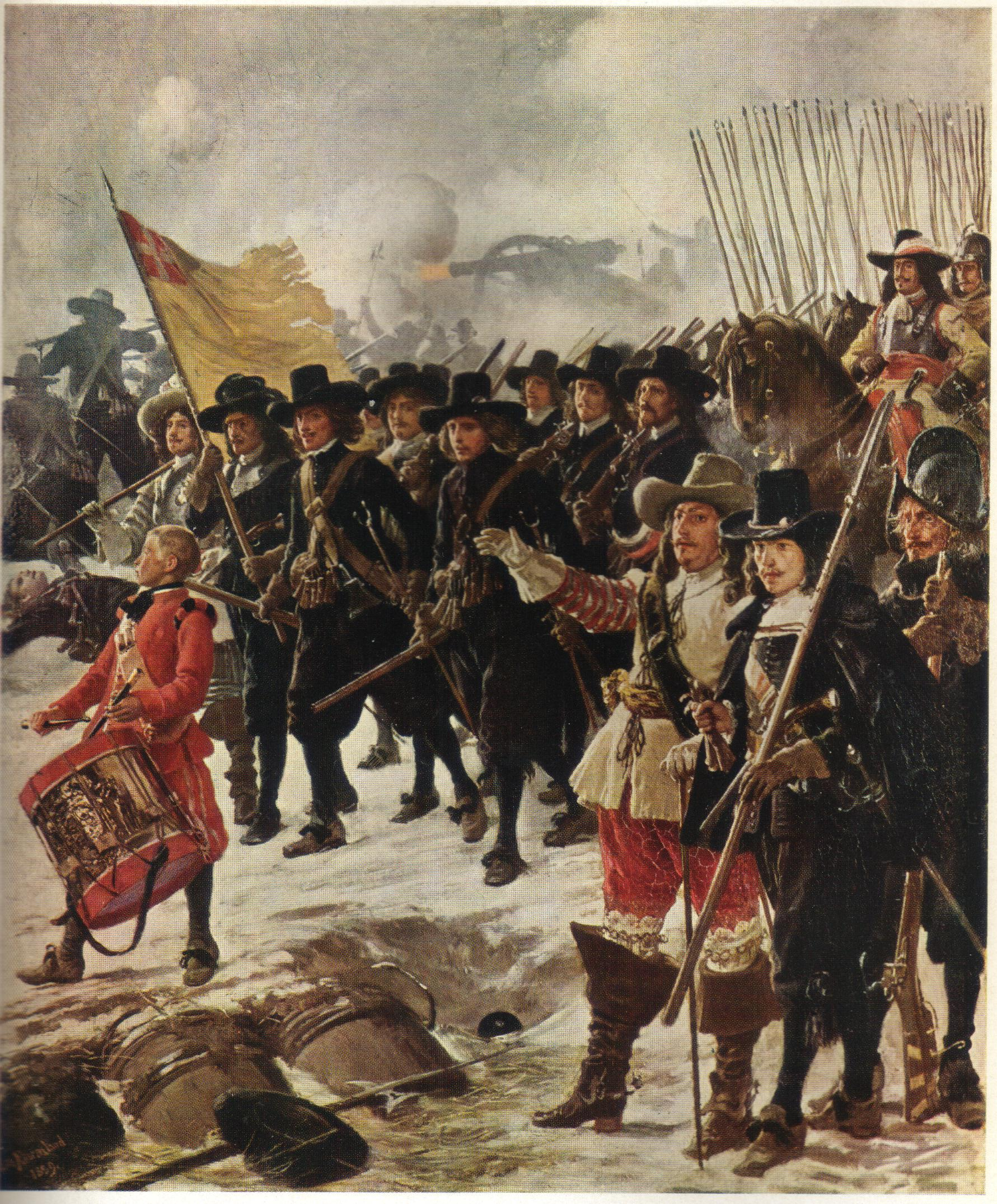
Kopenhagener Studenten und Professoren ziehen zur Verteidigung ihrer Hauptstadt aus (1889)
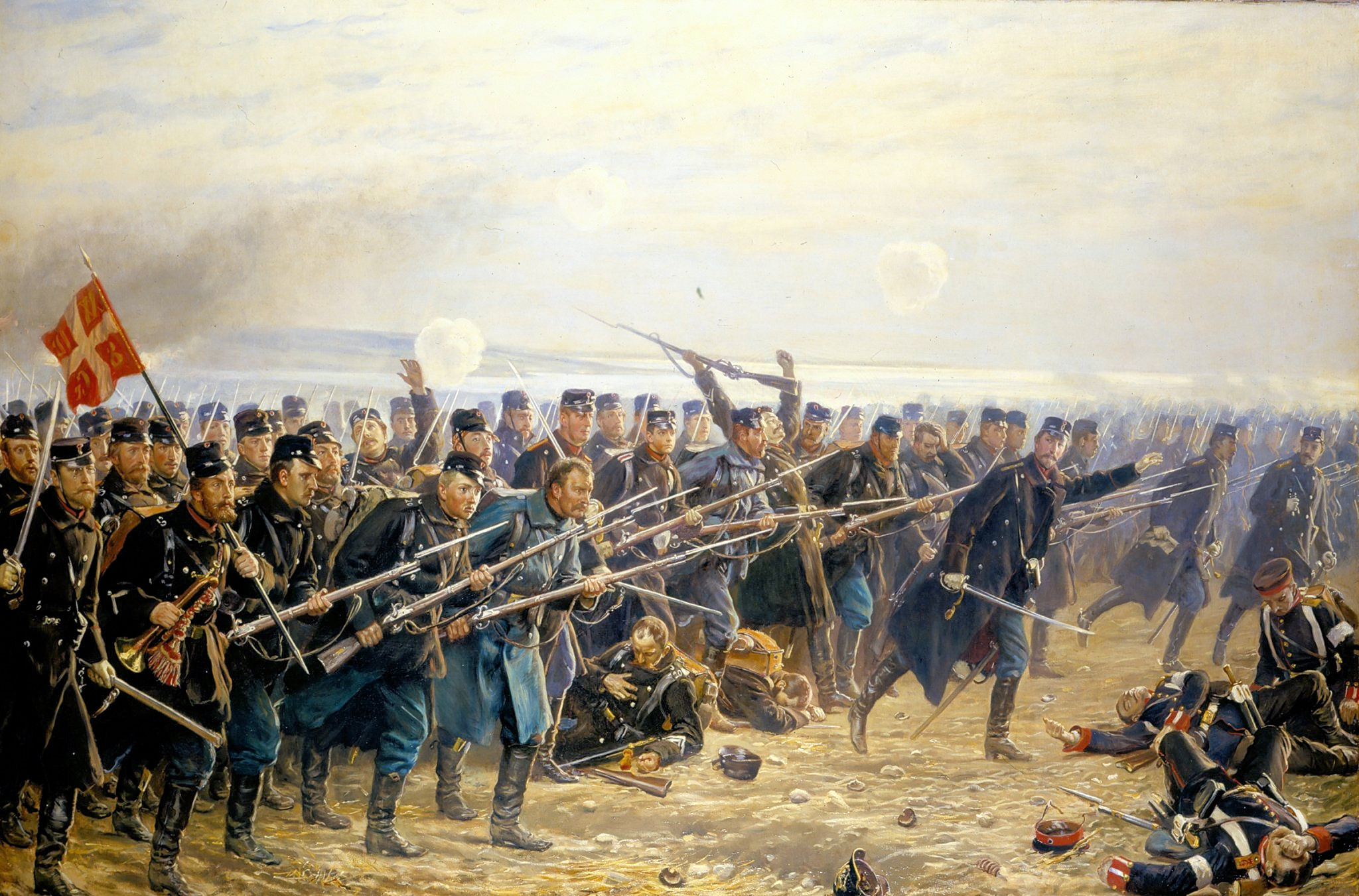
Angriff der acht Brigaden bei den Düppeler Schanzen 1864 (1894)